# 에르빈 폰 라호우젠

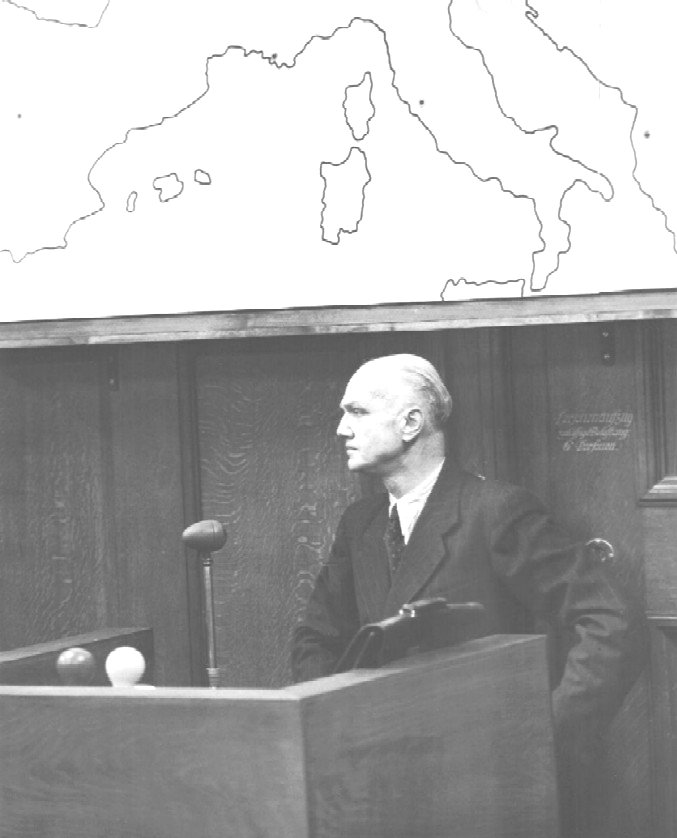
에르빈 폰 라호우젠

에르빈 폰 라호우젠(독일어: Erwin von Lahousen, 1887년 10월 25일 ~ 1955년 2월 24일)은 오스트리아 출신의 비더슈탄트 지도자이다.
독일 국방군의 첩보기관인 아프베어의 사령관 빌헬름 카나리스의 부관으로 일했으며 한스 기제비우스와 함께 뉘른베르크 전범 재판에서 카나리스의 반히틀러 행위를 증언한 사람이다. 1943년과 1944년에는 히틀러 암살 미수 사건에 가담하기도 했다.

## 같이 보기
- 검은 관현악단